# ペイコー・スタジアム

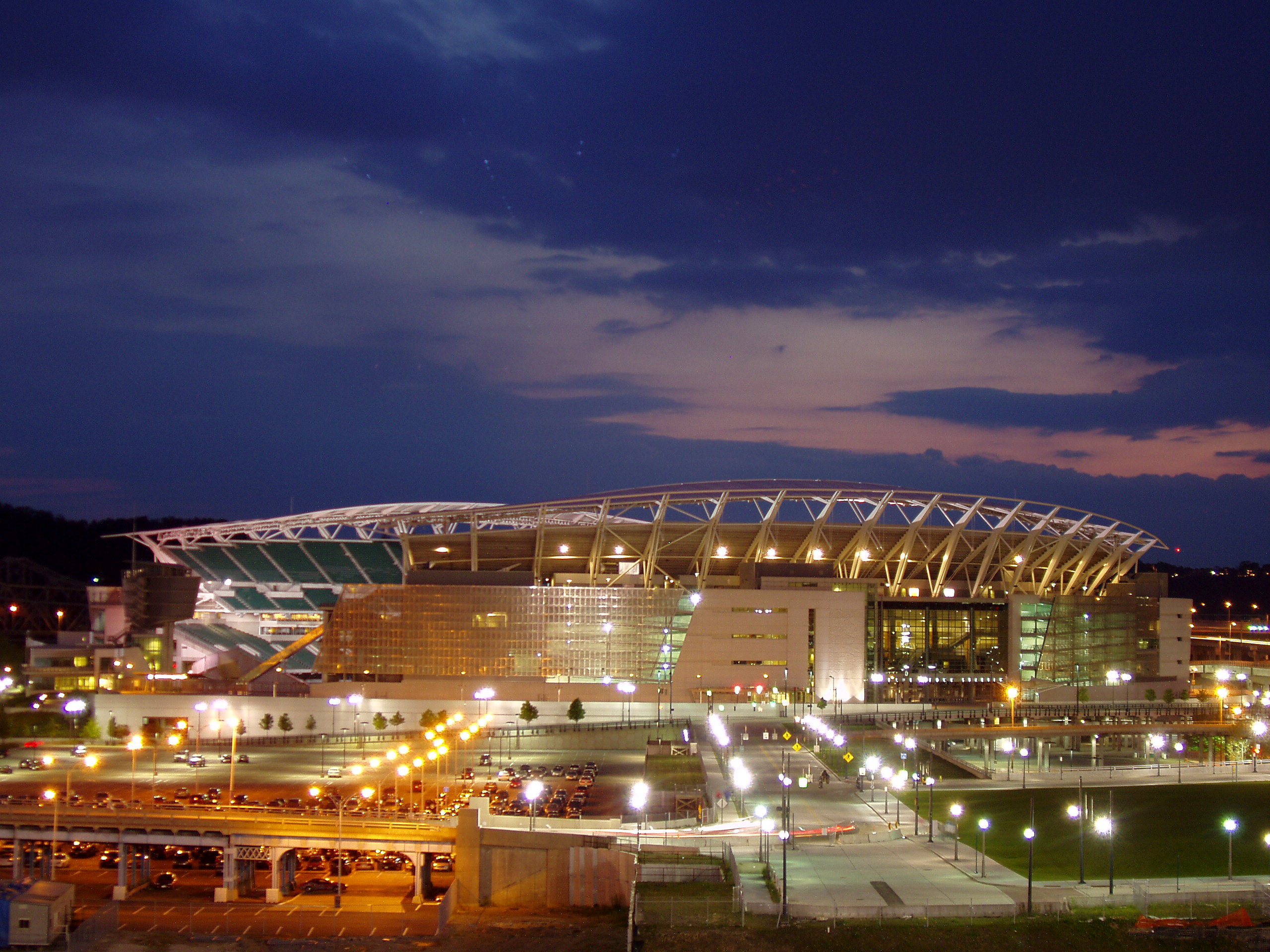
ライトアップされたペイコー・スタジアム

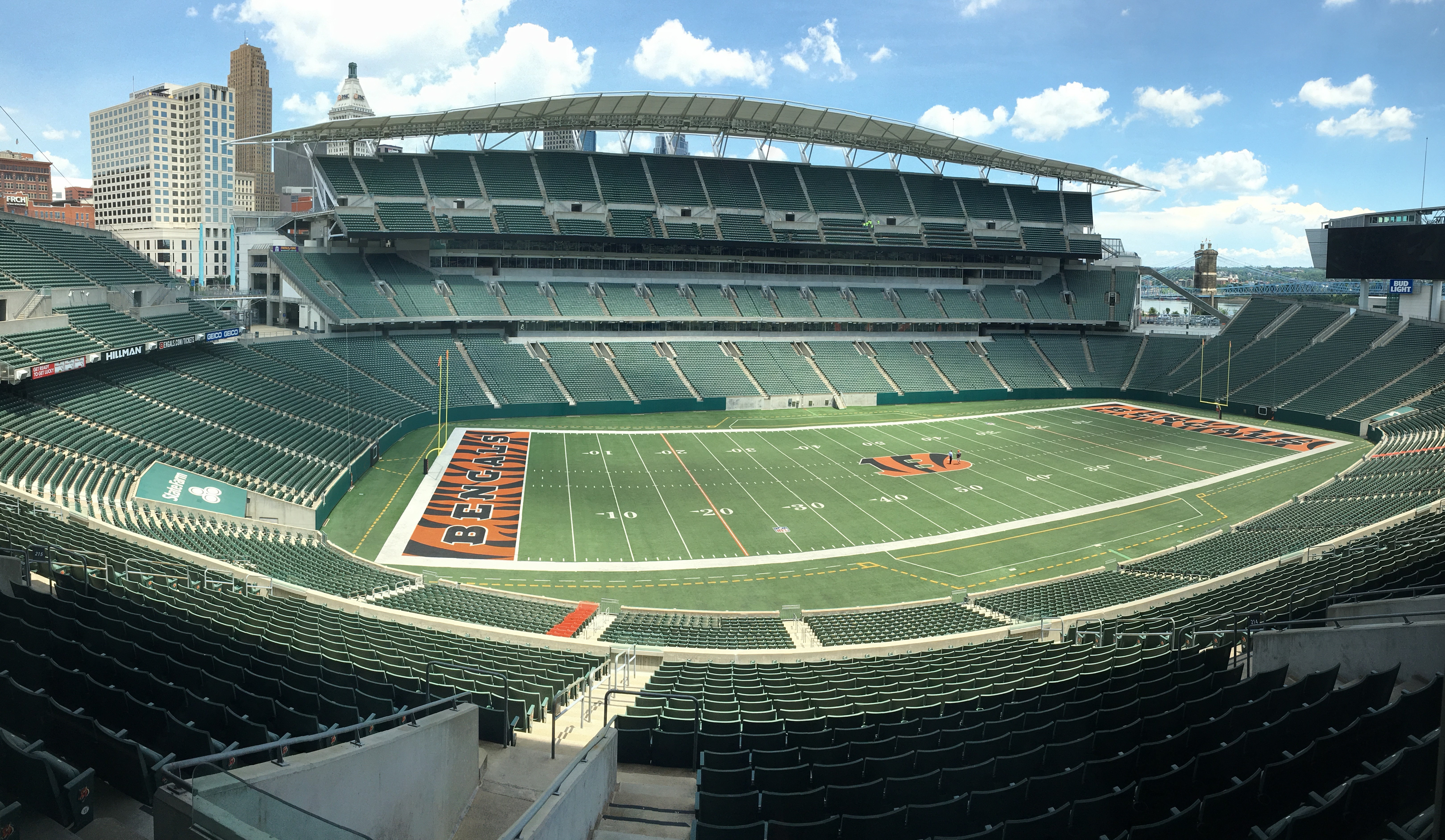
スタジアム内部（2017年）

ペイコー・スタジアム（英語：Paycor Stadium、以前: Paul Brown Stadium ）は、アメリカ合衆国のオハイオ州シンシナティにあるスタジアム。NFLのシンシナティ・ベンガルズの本拠地スタジアムである。2000年開場。

## 歴史
ベンガルズは、1970年からリバーフロント・スタジアムを本拠地にしていた。同スタジアムはMLBのシンシナティ・レッズとの兼用だった。両チームとも、老朽化した同スタジアムには近代的な設備が不足し、これでは市場の小さなシンシナティで生き残れないと不満を表明していた。
これを受けて1996年、ハミルトン郡で住民投票が行われ、特別消費税を導入すること、そこで得た資金を両チームの新スタジアム建設に捻出することが認められた。1998年にポール・ブラウン・スタジアム（当時）の建設が先に開始され、2000年8月19日に開場。オープニングマッチはベンガルズ－シカゴ・ベアーズのプレシーズン・ゲームで、ベンガルズが24－20で勝利を収めた。
スタジアム完成後、建設にかかった費用が当初の予算より5100万ドル多かったとして、スタジアム所有者のハミルトン郡はスタジアムの設計・建設を担当したNBBJに対して補償を求めた。この問題は2004年10月、NBBJがハミルトン郡に1425万ドルを支払うことで両者が合意に達した。
開場当初、フィールドは天然芝だった。しかし育成に問題が生じたため芝の状態は悪く、2003年にはNFL選手会が選定した「酷いフィールドのNFLスタジアム・ランキング」で、全31スタジアムの中の第3位に選ばれたほどだった。解決策に迫られたハミルトン郡は、フィールドを人工芝に貼り替えた。人工芝への貼り替えは芝の管理費を安く抑え、さらにはフィールドへのダメージを気にせず他のイベントも開けるようになった。
2022年8月、Paycor HCMに命名権を売却してペイコー・スタジアムに改称された。

## イベント

### カレッジフットボール
シンシナティ・ベアキャッツ（シンシナティ大学）とオハイオステイト・バックアイズ（オハイオ州立大学）は、2002年9月21日にスタジアム初のカレッジフットボールの試合を行い、66,319人の観客を動員した。2009年9月5日、ケンタッキー・ワイルドキャッツ（ケンタッキー大学）とマイアミ・レッドホークス（マイアミ大学 (オハイオ州)）は、開幕戦を開催した。翌2010年、シンシナティ大学はオクラホマ・スーナーズ（オクラホマ大学）と対戦し、58,253人の観客を動員したものの29-31で敗れた。2011年、シンシナティ大学はビッグ・イースト・カンファレンスでルイビル・カージナル（ルイビル大学）とウエストバージニア・マウンテニアーズ（ウエストバージニア大学）と対戦した。2014年、シンシナティ大学は、ニッパート・スタジアムの改修のため、シーズンを通して使用した。シンシナティ大学とマイアミ大学が毎年対戦している「ビクトリー・ベル」では、2018年9月8日、初となる試合がマイアミ大学主催で開催された。

### コンサート
毎年、シンシナティ・ミュージック・フェスティバル（旧：シンシナティ・ジャズ・フェスティバル）が開催されている。

### その他
この規模の会場としては珍しく、毎年春にクイーンシティ・クラシック・チェス・トーナメントが開催されている。

## 特徴
ペイコー・スタジアムには、ベンガルズの事務所ならびにトレーニング、練習施設も設置されている。スタジアムのフィールドは、Show SportsTurf社によって製造されたMomentum Proの人工芝を使用している。付帯している3つの練習場の内、2つは天然芝で、1つは人工芝のAstroTurfとなっている。
地元のバス会社が、シンシナティとケンタッキー州北部からスタジアムへの往復輸送を提供している。

## スタジアム名と愛称
2022年8月までは、スタジアムの命名権は取引されておらず、ポール・ブラウンの名がスタジアム名に採用された。ブラウンは1968年のベンガルズ創設に携わった人物で、その後同球団のオーナーやヘッドコーチを務めた。1967年にはプロフットボール殿堂入りとなっている。その後、命名権が売却されてペイコー・スタジアムと改称された。
愛称はザ・ジャングル(The Jungle)。 これの由来には二つの説がある。一つはトラの生息地がジャングルであることから、という説。もう一つはガンズ・アンド・ローゼズの「ウェルカム・トゥ・ザ・ジャングル」と言う曲から、という説である。ベンガルズが二度目のスーパーボウル出場を果たした1988年シーズンのあいだ、スタジアムではよく「ウェルカム・トゥ・ザ・ジャングル」が流れていた。